# Котел (військова справа)

Котли Східного фронту (масові оточення радянських військ німцями) під час Битви за Москву

Котел (військовий арготизм), також — мішок, казан, кільце, — територія з великими військовими з'єднаннями ворога, навколо яких лінія фронту замкнена із повним та щільним оточенням цих військових з'єднань. «Потрапити в котел» означає потрапити в кільце сил противника, з якого неможливий організований вихід (на відміну від тактичного оточення). Передумовою потрапляння в таке оточення стає утворення «виступу» (більших розмірів — «дуга») на лінії фронту.
У Словнику української мови в 11 томах подається таке значення: «КАЗА́Н, а, чол. — повне оточення великого ворожого угруповання (під час війни). Товк [сержант] у численних казанах гітлерівську чуму (Юрій Яновський, Мир, 1956, 29); — Саме на той час наші біля Корсуня та й тут поблизу німцям казана влаштували (Василь Козаченко, Листи.., 1967, 64)».

## Етимологія
У військовій справі термін «котел» («казан») має походження від словосполучення нім. in den Kessel geraten — потрапити в оточення, букв. «потрапити в котел». Поняття виникло через реалізацію видатної німецької тактики «блискавичної війни», що базувалася на численних охопленнях («кліщах»), внаслідок яких в оточенні опинялись великі військові формування аж до об'єднання.